# ヒメアブラススキ
ヒメアブラススキ Capillipedium parviflorum は、イネ科の草本の一つ。秋にまばらに広がる穂をつける。

## 概要
ヒメアブラススキはアブラススキよりずっと華奢な植物で、穂の色合いなどに似たところはあるが、穂がはるかにまばらに広がるので、見た目でもはっきりと異なる。細い柄の先に小穂がまとまって着く姿は特異とも言える。
草原に生えるが道ばたに群落を作って出現することも多い。

## 特徴
多年生の草本。茎は根本でよく分枝し、直立するかやや斜め横に向かう。節には細い柔らかな毛が立つように多数生えている。葉の基部は鞘となり、普通は無毛だが毛があることもある。先端の葉身は扁平で、長さ8-20cm、基部の葉舌は1mm以下。
花序は茎の先端から伸び、円錐花序をなす。花序の長さは7-15cmで、下方の枝は輪生状に出て、往々に2-3回分枝する。先端の柄は細くて糸状となり、その先に数個の小穂をまとめてつける。この部分を総と言い、長さは1cm未満で光沢があって紫褐色を帯び、中心の軸には数個の節がある。
小穂は有柄の第一小穂と無柄の第二小穂が一つずつの対をなして生じる。
- 有柄の第一小穂は長さ3mmで、雄生花を含むか、または無性。芒はなく、第1包穎が大きくて第２包穎はやや小さく、その内側には下方小花の護穎が膜質化して残り、あとは雄しべがあるのみ。その柄には外側に一列の毛を生じる。
- 無柄の第二小穂は第一小穂の柄の基部に生じ、長い芒を持ち、両性の小花を1つだけ含む。第1包穎は大きくて背面に毛があり、第2包穎は第1包穎とほぼ同大、その内側には元来は2花を含んだもののはずながら下方小花は退化消失し、上方小花のみがある。護穎は膜状で内穎はない。

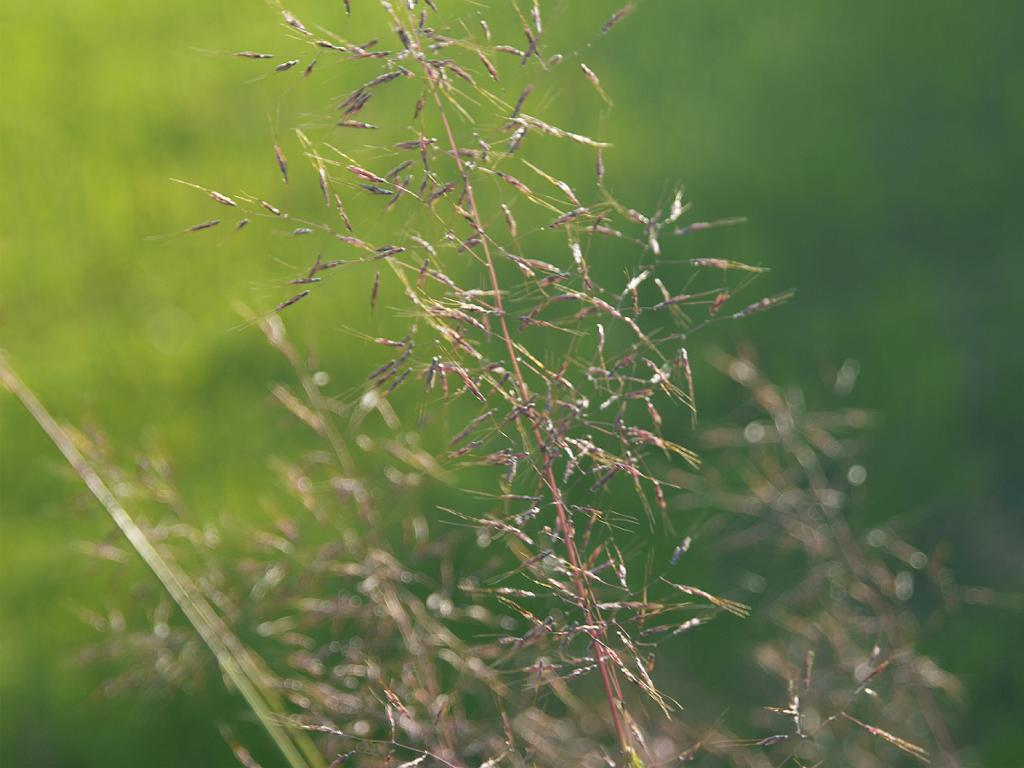
花序の一部

## 分布と生育環境
日本では本州の関東以西から琉球列島、小笠原諸島まで見られ、国外では中国、台湾、インド、オーストラリアに分布する。
丘陵地や草原に生え、やや乾いた日向に出現する。小さな集団を作ることが多い。

## 分類
同属には東アジアからインド、インドネシア、オーストラリアにかけて20種余がある。日本にはもう1種、リュウキュウヒメアブラススキ C. spicigerum が沖縄から知られ、この種は総を構成する小穂の数がずっと多い。
なお、以前には本種はモンツキガヤ属 Bothriochloa とされたこともある。